# Chiloglanis polypogon
Chiloglanis polypogon är en fiskart som beskrevs av Roberts, 1989. Chiloglanis polypogon ingår i släktet Chiloglanis och familjen Mochokidae. IUCN kategoriserar arten globalt som nära hotad. Inga underarter finns listade i Catalogue of Life.